# Família Pais Barreto
Pais Barreto (na grafia arcaica Paes Barreto) é um nome de família composto da onomástica da língua portuguesa. 
A família Pais Barreto representa um dos mais antigos troncos familiares brasileiros, com origem no Brasil na cidade de Pernambuco, por onde passou no estado João Pais Velho Barreto, português nascido na cidade de Viana do Castelo, em Portugal, por volta de 1544 e foi morto também no estado de Pernambuco, na cidade de Olinda em 21 de maio de 1617. Foi filho segundo de Antônio Velho Barreto. Antônio Velho Barreto, foi cavaleiro da Ordem de Cristo, morgado de Bilheiras e senhor da Domus fortis de Constantino Barreto. 
O morgadio de Bilheiras localizava-se próximo à foz do rio Lima. João Pais Velho Barreto fundou o morgadio do Cabo de Santo Agostinho em Pernambuco.
O já referido João Pais Velho Barreto, teve a sua chegada no Brasil entre 1557 e 1560, local onde foi um importante cultivando a cana-de-açúcar, chegando a ser considerado, na época, como o homem mais rico de Pernambuco. foi prestador de serviços de relevância na colonização da Paraíba e do Rio Grande do Norte. Em Portugal foi Fidalgo da Casa Real e Cavaleiro da Ordem de Cristo.